# Anna Aleksandrovna Stroganova
Anna Aleksandrovna Stroganova (in russo: Анна Александровна Строганова; 7 dicembre 1739 – Mosca, 22 aprile 1816) è stata una nobildonna russa.

## Biografia
Era la figlia del barone Aleksandr Grigor'evič Stroganov (1698-1754), e della sua seconda moglie, Elena Vasil'evna Dmitrieva-Mamonova (1716-1744), figlia del contrammiraglio Vasilij Afanasevič Dmitriev-Mamonov.
Non avendo fratelli, alla morte del padre ereditò la metà della fortuna della famiglia Stroganov, l'altra metà la ereditò il marito della sorellastra del padre, Boris Šakhovskij.

## Matrimonio
Sposò, il 15 settembre 1757, il principe Michail Michajlovič Golicyn. Fu un matrimonio felice. Ebbero dieci figli:
- Dmitrij Michajlovič (25 agosto 1758-25 dicembre 1782);
- Michail Michajlovič (16 agosto 1759-21 settembre 1815);
- Ekaterina Michajlovna (15 gennaio 1763-1823);
- Anastasija Michajlovna (14 agosto 1764-10 novembre 1854);
- Michail Michajlovič (15 febbraio 1766-1766);
- Elizaveta Michajlovna (2 settembre 1768-16 agosto 1833), sposò il generale Aleksandr Petrovič Ermolov;
- Tatiana Michajlovna (30 settembre 1769-8 novembre 1840), sposò il principe Ivan Ivanovič Prozorovskij;
- Aleksandr Michajlovič (8 settembre 1772-31 luglio 1821);
- Sergei Michajlovič (9 luglio 1774-7 febbraio 1859);
- Elena Michajlovna (1776-18 giugno 1855).

## Morte
Morì il 22 aprile 1816 a Mosca e fu sepolta nel Monastero Donskoj.